# Christian Hennig von Jessen
Christian Hennig „von Jessen“ (* 30. November 1649 in Jessen; † 27. September 1719 in Wustrow, Wendland) war ein deutscher Pastor und Sprachforscher, der eine der wichtigsten Quellen zum Wortschatz der im 18. Jahrhundert ausgestorbenen polabischen Sprache lieferte, für die er die Bezeichnung „Wendisch“ prägte.

## Leben

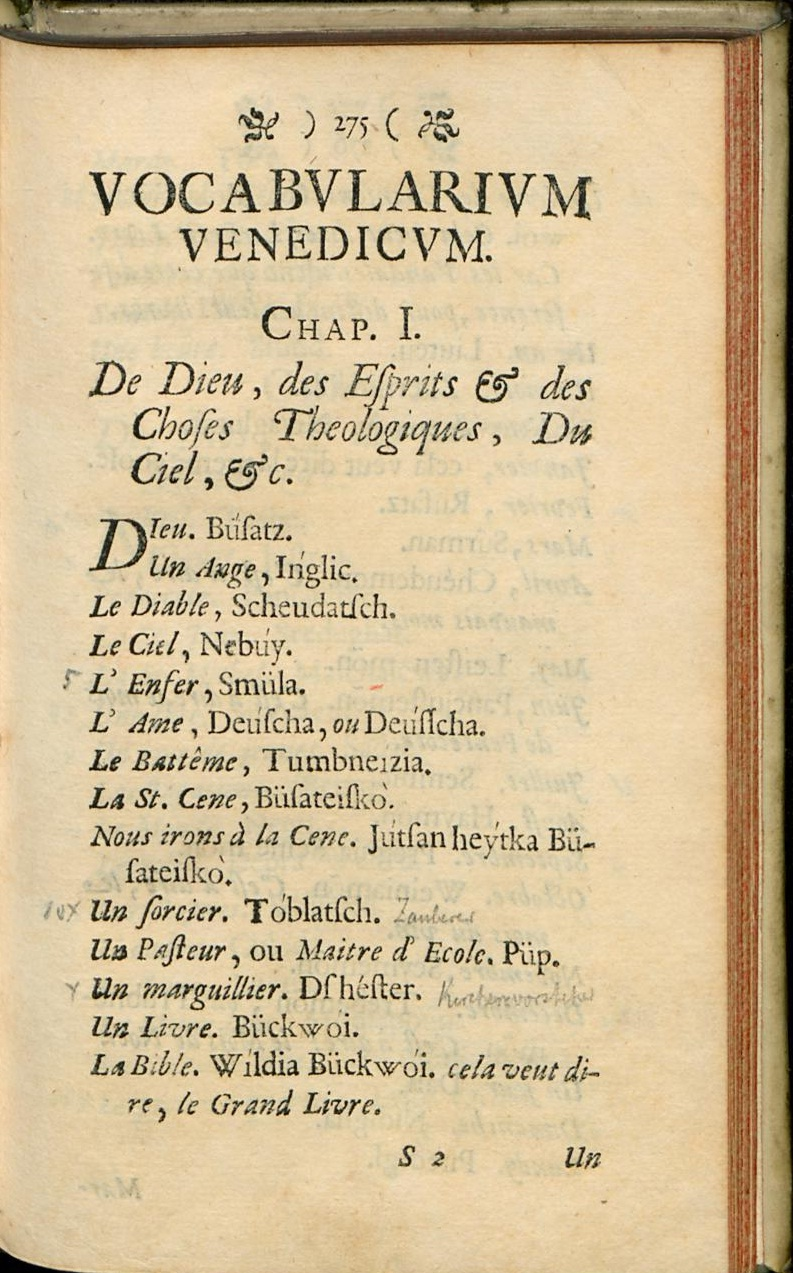
Vocabularium Venedicum, Teilabdruck bei Johann Georg von Eckhart (1711).

Christian Hennig wurde als Sohn des Schulmeisters, Tuchmachers und späteren Stadtrichters Christian Hennigk d. Ä. und dessen Ehefrau Ursula geb. Fischer geboren. Ab 1670 studierte er evangelische Theologie an der Universität Wittenberg. 1675 erhielt er seine erste Anstellung als Kantor und Schulmeister in Wienhausen bei Celle. Von 1679 an bis zu seinem Tod wirkte er als Pastor in Wustrow.
Johann Georg von Eckhart druckte Auszüge aus Hennigs Vocabularium Venedicum 1711 in seiner Historia studii etymologici linguae germanicae.

## Werke
- Vocabularium Venedicum (oder Wendisches Wörter-Buch). Nachdruck besorgt von Reinhold Olesch. Böhlau, Köln [u. a.] 1959, DNB 451953657.